# Чжан Лінь
Чжан Лінь (кит. 张琳, пін. Zhāng Lín, 6 січня 1987) — китайський плавець, олімпійський медаліст.

## Виступи на Олімпіадах
| Олімпіада  | Дисципліна                             | Місце |
| ---------- | -------------------------------------- | ----- |
| Афіни 2004 | плавання на 200 метрів вільним стилем  | 43    |
| Афіни 2004 | плавання на 400 метрів вільним стилем  | 26    |
| Пекін 2008 | плавання на 400 метрів вільним стилем  | 2     |
| Пекін 2008 | плавання на 1500 метрів вільним стилем | 7     |
| Пекін 2008 | естафета 4 × 200 вільним стилем        | 10    |